# Ciertas mujeres
Ciertas mujeres (título original en inglés: Certain Women) es una película dramática estadounidense de 2016 editada, escrita y dirigida por Kelly Reichardt. Basado en "Native Sandstone", "Travis, B." y "Tome", tres cuentos de las colecciones de Maile Meloy Half in Love y Both Ways Is the Only Way I Want It, está protagonizada por Laura Dern, Kristen Stewart, Michelle Williams, Lily Gladstone, James Le Gros y Jared Harris.
Tuvo su estreno mundial en el Festival de Cine de Sundance 2016 el 24 de enero de 2016 y fue estrenada en cines en los Estados Unidos el 14 de octubre de 2016 por IFC Films. Recaudó $ 1,068,054 a nivel nacional, convirtiéndose en la película más taquillera de Reichardt hasta la fecha.

## Trama
En Livingston, Montana, la abogada Laura Wells lleva ocho meses tratando con un cliente descontento, Fuller. Desempleado a causa de una lesión laboral que le ha dejado discapacitado, ha empezado a visitar a Laura repetidamente en su despacho. Como Fuller no escucha sus consejos, ella le lleva a otro abogado. Tras evaluar el caso, el abogado le dice a Fuller exactamente lo que Laura le había dicho a él: que aunque la empresa de Fuller era claramente culpable de sus lesiones, Fuller ya no puede demandar a la empresa, porque antes había aceptado su pequeño acuerdo inicial. De camino a casa tras la reunión con el segundo abogado, Fuller discute con su mujer y le echan del coche. Se va a casa con Laura Wells. Por el camino le dice que quiere disparar a sus antiguos jefes.
Esa misma noche, Laura recibe una llamada de la policía. Fuller ha vuelto a su antiguo lugar de trabajo y ha tomado como rehén a un guardia de seguridad. Tras ser preparada por la policía, Laura accede a hablar con Fuller. Entra en el edificio y encuentra a Fuller con su rehén; Fuller le pide que localice sus registros de empleado, que incluyen el expediente que la empresa utilizó para resolver su solicitud de incapacidad. Fuller hace que Laura lea todo el expediente, en el que se detalla claramente cómo Fuller fue estafado en la liquidación que le correspondía. Fuller decide dejar que el guardia se vaya; le pide a Laura que lo entretenga yendo al frente y contándole a la policía sus demandas como si la estuviera apuntando con un arma, mientras él se escabulle por la parte de atrás. En lugar de eso, Laura dice inmediatamente a la policía dónde está Fuller y éste es detenido.
Gina y Ryan Lewis son un matrimonio con una hija adolescente que está construyendo su propia casa desde cero. Gina siente que Ryan la desautoriza constantemente con su hija y le molesta su comportamiento. De camino a casa desde el campin de su nuevo hogar, deciden parar en casa de Albert, un anciano al que conocen, para intentar convencerle de que les venda la arenisca de su propiedad. Mientras hablan, Gina intenta persuadir a Albert para que le venda la arenisca, pero él parece desconcentrado y sólo está interesado en hablar con Ryan. Finalmente, Albert accede tentativamente a darles la arenisca a Gina y Ryan. Gina, que ha estado grabando en secreto la conversación, les indica que deben marcharse. En el coche, de camino a casa, Gina se queja de la falta de apoyo de Ryan durante la negociación y ambos debaten si aceptar la arenisca es la decisión correcta.
Poco después, Gina y Ryan llegan y cargan un camión lleno de arenisca. Ella se da cuenta de que Albert la observa desde su ventana y le saluda con la mano, pero él no le devuelve el saludo.
Jamie es una ranchera que vive aislada durante el invierno, cuidando caballos en una granja a las afueras de Belfry. Una noche, cuando se dirige a la ciudad, ve unos coches que entran en la escuela y los sigue. Se entera de que se ha topado con una clase sobre derecho educativo impartida por una joven abogada, Beth Travis. Jamie sale a comer con Beth después de clase. Beth le explica que vive en Livingston, a cuatro horas en coche, por lo que debe hacer el viaje de ida y vuelta de ocho horas dos veces por semana para llegar a tiempo a su verdadero trabajo.
A pesar de no tener ningún interés en la ley de educación, Jamie vuelve a clase semana tras semana. Una semana lleva uno de sus caballos a clase y ella y Beth montan a caballo hasta la cafetería. A la semana siguiente, se queda atónita cuando se entera de que Beth ha dimitido y se ha contratado a una nueva profesora como sustituta permanente. Jamie abandona inmediatamente la clase y conduce directamente a Livingston. Pasa la noche en su coche y se pasa la mañana conduciendo hasta los despachos de abogados con la esperanza de encontrar a Beth. Por el camino, tiene recuerdos de la vez anterior que condujo hasta la ciudad. Al localizar su dirección, Jamie ve a Beth en el aparcamiento y le dice que condujo hasta allí sabiendo que si no lo hacia, no volvería a verla. Beth no responde y Jamie se marcha. De camino a casa, se queda dormida al volante y conduce hasta un campo vacío.
Algún tiempo después, Laura visita a Fuller en la cárcel. Le dice que comprende cómo actuó y le pide que responda a sus cartas para no sentirse tan sola. Ella accede. Gina celebra una barbacoa con amigos en su tierra y su marido aprecia su trabajo. Ella mira la arenisca y sonríe. Jamie sigue trabajando en el rancho.

## Recepción

### Respuesta de la crítica
La película recibió elogios de la crítica en su estreno en Sundance. Rotten Tomatoes enumera la película como "nueva certificada" y la califica con un 92% de las 192 reseñas publicadas, con una puntuación promedio de 7,8 sobre 10. El consenso crítico del sitio web dice: " Ciertas mujeres demuestra aún más el don de la escritora y directora Kelly Reichardt para contar las historias de la gente común con una empatía y una habilidad poco comunes". En Metacritic, la película tiene una puntuación de 82 sobre 100, basada en 38 críticos, lo que indica "aclamación universal".